# Гендрік Коейман
Гендрік Коейман (нід. Hendrik Jan Kooijman, 17 січня 1960) — нідерландський хокеїст на траві.
Бронзовий призер Олімпійських Ігор 1988 року, учасник 1992 року.
Чемпіон світу 1990 року.